# تاظروک
تاظروک (به عربی: تاظروک) یک شهرداری در الجزایر است که در منطقه تزروك واقع شده‌است. تاظروک ۷۶٬۱۲۵ کیلومتر مربع مساحت و ۴٬۰۹۱ نفر جمعیت دارد و ۱٬۸۲۷ متر بالاتر از سطح دریا واقع شده‌است.